# Spirosigmoilina
Spirosigmoilina es un género de foraminífero bentónico de la subfamilia Sigmoilinitinae, de la familia Hauerinidae, de la superfamilia Milioloidea, del suborden Miliolina y del orden Miliolida. Su especie tipo es Spiroloculina tateana. Su rango cronoestratigráfico abarca el Mioceno.

## Clasificación
Spirosigmoilina incluye a las siguientes especies:
- Spirosigmoilina bradyi †
- Spirosigmoilina delcaboensis †
- Spirosigmoilina flexuosa †
- Spirosigmoilina parri †
- Spirosigmoilina pulchra †
- Spirosigmoilina pusilla †
- Spirosigmoilina rotundata †
- Spirosigmoilina tateana †
- Spirosigmoilina tenuis †
- Spirosigmoilina undulata †

Otra especie considerada en Spirosigmoilina es:
- Spirosigmoilina restricta †, de posición genérica incierta